# Marret Glacier
Marret Glacier är en glaciär i Antarktis. Den ligger i Östantarktis. Frankrike gör anspråk på området. Marret Glacier ligger 155 meter över havet.
Terrängen runt Marret Glacier är kuperad åt sydväst, men åt nordost är den platt. Havet är nära Marret Glacier åt nordost. Trakten är obefolkad. Det finns inga samhällen i närheten.